# Градище (Обел)
Вижте пояснителната страница за други значения на Градище.
Градище е късноантична крепост, разположена край благоевградското село Обел, България.
Крепостта е разположена на 3,11 km западно по права линия от Обел, на едноименния връх Обел във Влахина, на самата гранична линия между България и Република Македония. От крепостта се виждат очертанията на стената, ограждаща около 10 дка. В северния край на крепостта има останки от кула. В крепостта се срещат останки от строителна и битова керамика.